# Schatten und Nebel
Schatten und Nebel (Originaltitel: Shadows and Fog) ist eine US-amerikanische Filmkomödie mit Thriller-Elementen und Elementen der Groteske von Woody Allen, die 1991 produziert wurde. Premiere hatte der Film am 5. Dezember 1991 in New York.

## Handlung
Der Handlungszeitraum ist eine Nacht in einer nicht näher benannten Stadt irgendwo in Europa der 1920er Jahre, in der ein Serienmörder sein Unwesen treibt. Besonders in nebligen Nächten schlägt dieser zu. Wonach er seine Opfer auswählt, ist unklar, jede und jeden kann es treffen, wobei zwischen den Opfern durchaus eine Verbindung besteht. Der ängstliche, unsichere Junggeselle Max Kleinman wird an jenem Abend von dem Ermittlerteam heimgesucht, das dem Killer auf der Spur ist. Die Kriminaler sehen ihn absurderweise ganz selbstverständlich als einen der ihren an und behandeln ihn entsprechend, obwohl er eigentlich Buchhalter ist.
Derweil trennt sich die Schwertschluckerin Irmy nach einem Eifersuchtsstreit von ihrem Partner, dem Clown Paul, und läuft von dem Zirkus davon, an dem beide engagiert sind und der an diesem Abend in Kleinmans Stadt gastiert. Ohne festes Ziel irrt sie durch die nebligen Straßen und trifft auf eine Prostituierte, die sich Sorgen um Irmys Sicherheit macht und sie in ein Freudenhaus bringt, wo sie sich mit den Prostituierten unterhält und auch ein einziges Mal für eine stattliche Summe einem Freier hingibt. 
Später trifft sie Max Kleinman. Beide verbindet die Angst, einerseits vor dem Mörder irgendwo im Dunkeln, andererseits sind zu diesem Zeitpunkt beide Getriebene: Irmy, bei der das Geld für ihren Liebesdienst gefunden wurde, ist wegen nicht lizenzierter Prostitution mit dem Gesetz in Konflikt gekommen, Max wird von den Kriminalern gejagt, die inzwischen annehmen, dass er selbst der gesuchte Mörder ist. Irmy versöhnt sich mit Paul, der sie vermisst und in der Stadt gesucht hat, und gemeinsam kehren die beiden zusammen mit einem Findelkind und Max zum Zirkus zurück. 
Dort spitzt sich die Lage zu, als der wirkliche Mörder auftaucht, der sich Max als nächstes Opfer auserkoren hat. Glücklicherweise trifft Max da auf den Illusionisten Almsted. Dieser schafft es mittels eines seiner Tricks nicht nur, Max dem Zugriff des Bösewichts zu entziehen, sondern diesen auch (zumindest vorübergehend) festzusetzen. 
Als der Morgen naht und die Aufregung ausgestanden ist, machen sich die Zirkusleute bereit, aufzubrechen und in die nächste Stadt weiterzureisen. Almsted macht Max das Angebot, sich ihnen anzuschließen und für ihn als Assistent zu arbeiten, was Max, der in seinem Beruf nie glücklich war, nach einigem Zögern annimmt.

## Kritiken
„Philosophisches Traumspiel, das in virtuoser Weise die äußere Handlung mit der thematischen Reflexion über Gott, das Böse, die Liebe und die Kraft der Illusionen verbindet. Der stilistisch und inhaltlich mit Zitaten aus der Filmgeschichte und dem Werk Woody Allens gespickte Film strahlt bei aller künstlerischen Qualität auf Grund seiner gewollten Künstlichkeit eine gewisse Kälte aus.“

Peter Travers verglich den Film in „Rolling Stone“ vom 11. April 2001 mit den Komödien Der Stadtneurotiker und Manhattan, die er witziger fand.
Desson Howe verglich den Film in der Washington Post vom 20. März 1992 mit den Filmen von Ingmar Bergman und Federico Fellini. Er lobte die dichte Atmosphäre des Films, die ihn an die Romane von Franz Kafka erinnere, und die Kameraarbeit von Carlo Di Palma.

## Auszeichnungen
Carlo Di Palma gewann 1993 für die Kameraarbeit einen Preis der italienischen Filmjournalisten.

## Dies und Das
Die Produktion des Films kostete etwa 19 Millionen US-Dollar, mehr als bei jedem Film von Woody Allen zuvor. Der Film wurde im Studio Kaufman-Astoria in New York City gedreht.